# Championnat de Finlande de hockey sur glace 1975-1976
Saison précédente Saison suivante
La saison 1975-1976 est la première saison de la SM-Liiga.
Le TPS Turku gagne la saison régulière puis remporte le titre de champion de Finlande en battant son dauphin, le Tappara Tampere en finale des séries éliminatoires 2 matchs à 0.

## Déroulement

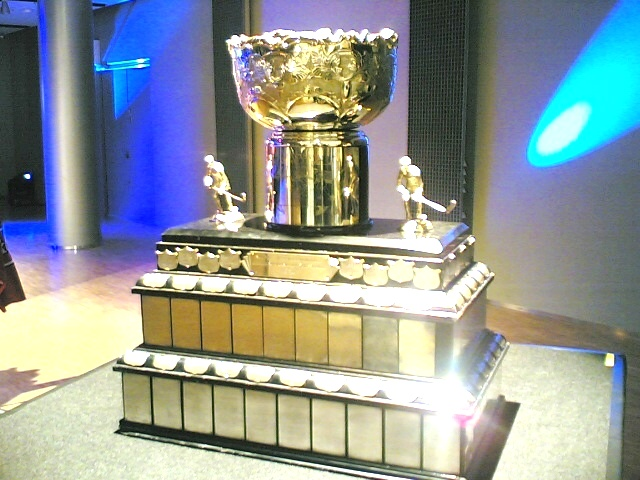
Le Kanada-malja, trophée remis pour la première fois cette saison.

La SM-liiga est créée cette saison en remplacement de la SM-Saarja. La saison régulière est disputée entre dix équipes qui jouent chacune 36 matchs soit quatre confrontations directes avec chacune des autres équipes, deux à domicile et deux à l'extérieur. À l'issue de la saison, les quatre meilleures équipes jouent les séries éliminatoires pour déterminer le champion de Finlande. Le vainqueur des séries se voit remettre le Kanada-malja.
La dernière équipe du classement est reléguée en I. Divisioona dont le vainqueur est promu en SM-liiga.

## Saison régulière

### Classement
|    | Équipe           | PJ | V  | N | D  | BP  | BC  | Diff | Pts |
| -- | ---------------- | -- | -- | - | -- | --- | --- | ---- | --- |
| 1  | TPS Turku        | 36 | 25 | 5 | 6  | 194 | 113 | +81  | 55  |
| 2  | Tappara Tampere  | 36 | 21 | 6 | 9  | 189 | 113 | +76  | 48  |
| 3  | Ässät Pori       | 36 | 20 | 3 | 13 | 187 | 140 | +47  | 43  |
| 4  | HIFK             | 36 | 19 | 5 | 12 | 181 | 146 | +35  | 43  |
| 5  | Lukko Rauma      | 36 | 19 | 3 | 14 | 175 | 142 | +33  | 41  |
| 6  | Jokerit Helsinki | 36 | 17 | 2 | 17 | 169 | 156 | +13  | 36  |
| 7  | Ilves Tampere    | 36 | 14 | 6 | 16 | 147 | 160 | -13  | 34  |
| 8  | KooVee Tampere   | 36 | 14 | 5 | 17 | 152 | 162 | -10  | 33  |
| 9  | FPS Forssa       | 36 | 6  | 4 | 26 | 126 | 243 | -117 | 16  |
| 10 | Sport Vaasa      | 36 | 5  | 1 | 30 | 114 | 259 | -145 | 11  |

Le Sport Vaasa est relégué en I. Divisioona et est remplacé par le Kiekko-Reipas Lahti.

### Meilleurs pointeurs
Cette section présente les meilleurs pointeurs de la saison régulière.
| # | Joueur        | Équipe           | B  | A  | Pts |
| - | ------------- | ---------------- | -- | -- | --- |
| 1 | Martti Jarkko | Tappara Tampere  | 26 | 38 | 64  |
| 2 | Jouni Rinne   | Lukko Rauma      | 36 | 22 | 58  |
| 3 | Matti Hagman  | HIFK             | 24 | 34 | 58  |
| 4 | Seppo Repo    | TPS Turku        | 33 | 22 | 55  |
| 5 | Hannu Kapanen | Jokerit Helsinki | 29 | 24 | 53  |

## Séries éliminatoires

### Tableau final
Les séries se jouent au meilleur des 3 rencontres.
|  | Demi-finales    | Demi-finales  |                        |   | Finale | Finale |
|  | Demi-finales    | Demi-finales  |                        |   | Finale | Finale |
|  |                 |               |                        |   |        |        |
|  |                 |               |                        |   |        |        |
|  |                 |               |                        |   |        |        |
|  | TPS Turku       | 2             |                        |   |        |        |
|  | TPS Turku       | 2             |                        |   |        |        |
|  | HIFK            | 0             |                        |   |        |        |
|  | HIFK            | 0             | TPS Turku              | 2 |        |        |
|  |                 |               | TPS Turku              | 2 |        |        |
|  |                 | Ilves Tampere | 0                      |   |        |        |
|  | Tappara Tampere | Ilves Tampere | 0                      | 2 |        |        |
|  | Tappara Tampere |               |                        | 2 |        |        |
|  | Ässät Pori      | 0             |                        |   |        |        |
|  | Ässät Pori      | 0             | Match pour la 3e place |   |        |        |
|  |                 |               |                        |   |        |        |
|  |                 |               |                        |   |        |        |
|  |                 |               |                        |   |        |        |
|  | Ässät Pori      | 2             |                        |   |        |        |
|  | Ässät Pori      | 2             |                        |   |        |        |
|  | HIFK            | 0             |                        |   |        |        |
|  | HIFK            | 0             |                        |   |        |        |

### Détail des scores
Demi-finales
| Équipe          | Score | Équipe          | Note               |
| --------------- | ----- | --------------- | ------------------ |
| TPS Turku       | 2-1   | HIFK            |                    |
| HIFK            | 2-5   | TPS Turku       |                    |
|                 |       |                 |                    |
| Tappara Tampere | 3-2   | Ässät Pori      | Après prolongation |
| Ässät Pori      | 4-6   | Tappara Tampere |                    |

Match pour la troisième place
| Équipe     | Score | Équipe     | Note |
| ---------- | ----- | ---------- | ---- |
| Ässät Pori | 8-5   | HIFK       |      |
| HIFK       | 6-8   | Ässät Pori |      |

Finale
| Équipe          | Score | Équipe          | Note |
| --------------- | ----- | --------------- | ---- |
| TPS Turku       | 4-1   | Tappara Tampere |      |
| Tappara Tampere | 1-2   | TPS Turku       |      |

## Trophées et récompenses
| Kanada-malja : Champion de Finlande             | TPS Turku                      |
| Trophée Jarmo-Wasama : Meilleur joueur recrue   | Kari Makkonen (Ässät Pori)     |
| Trophée Raimo-Kilpiö : Joueur le plus fair-play | Jukka Alkula (Tappara Tampere) |